# Order and Chaos Online
 (août 2025).
Si vous disposez d'ouvrages ou d'articles de référence ou si vous connaissez des sites web de qualité traitant du thème abordé ici, merci de compléter l'article en donnant les références utiles à sa vérifiabilité et en les liant à la section « Notes et références ».
Order and Chaos Online est un jeu vidéo MMORPG fantastique développé par le studio Gameloft à Pékin pour les appareils Microsoft Windows, Windows Phone, iOS et Android. Le jeu est sorti pour iOS le 27 avril 2011, pour Android le 27 juin 2012 et pour Windows 8.1 et Windows Phone le 10 juillet 2013. Un successeur intitulé Order & Chaos 2: Redemption est sorti à l'automne 2015. Le jeu est fortement inspiré de World of Warcraft. Gameloft à définitivement fermé ses serveurs le 16 février 2023 sur toutes les plateformes.

## Système de jeu
Le jeu possède cinq races jouables : humain, orc, elfe, mort-vivant et mendel.
Le joueur peut choisir parmi cinq classes :guerrier, ranger, mage, moine et chevalier flamboyant (apparu au cours de l'année 2015)
Il y a 15 régions accessibles pour passer les niveaux :
Terre cuivrée  (1-5) zone de départs des orcs et des morts vivants. 
Ile Mendel (1-5) zone de départs des mendels.
Forêt arcadienne (1-10) zone de départ des humains et des elfes
Côté déchiqueté (10-20) première zone du jeu possédant un donjon accessible aux joueurs de bas niveau, prison de knahswahs (KPL)
Marais des wyrms (20-30) première zone du jeu possédant une zone joueur contre joueur (pvp) et accueillant le second donjon "Le secret de la relique" (RKL)
Iles des murmures (30-40)
Le grand desert (30-40)
Faille de sinskaald (40-50)(EHL) 
Royaume souterrain (50-60) première zone du jeu à posséder des world boss "gelinu" et "mato" 
Frostlund éternel (60-70) région plutôt neigeuse et ayant une ambiance triste, comme est censé le représenter la musique d'ambiance, elle accueille 2 world boss, "Roi des bêtes de glaces", "Palu le tueur"   
L'archipel de polynia, possédant 4 région très haut niveau   
Plage pourpre (70-72   
Forêt petrifiée (70-73)   
Rivage d'obsidienne (70-72)   
Autel sacrificiel  (73-75) toute dernière région du jeu et possédant un des donjons les plus durs du jeu "sanctuaire céleste discordien (DSL) et permettant de combattre a la fin de celui-ci "Tuzhindkriist"   

## Accueil
Le jeu a reçu des critiques "généralement favorables", selon l'agrégateur de critiques de jeux vidéo Metacritic.